# Harald Morscher

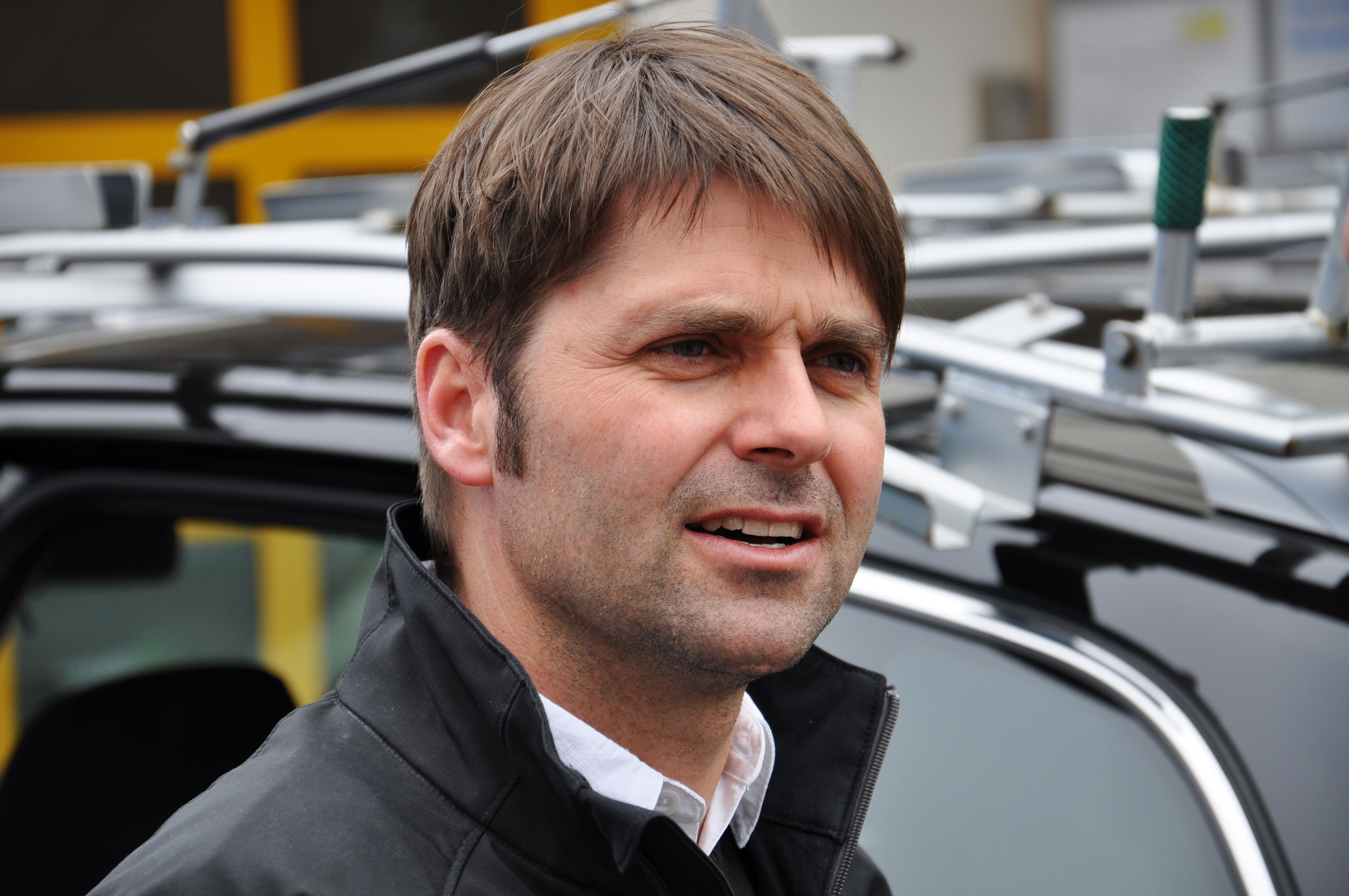
Harald Morscher als Team Manager des Team Vorarlberg beim Eröffnungsrennen Leonding 2011

Harald Morscher (* 22. Juni 1972 in Hohenems, Vorarlberg) ein ehemaliger österreichischer Radrennfahrer und späterer Sportlicher Leiter.

## Radrennfahrer
Morscher gewann als Amateur unter anderem eine Etappe und die Gesamtwertung bei der Österreich-Rundfahrt 1994 sowie zwei Etappen bei Wien–Rabenstein–Gresten–Wien 1993. 1997 wurde österreichischer Bergmeister und Zweiter bei der Staatsmeisterschaft im Straßenrennen. Morscher gewann außerdem drei Mal eine Etappe des österreichischen Etappenrennens Wien-Gresten-Wien. 1996 startete er bei den Olympischen Spielen in Atlanta im Straßenrennen und belegte Platz 46.
1998 erhielt Morscher einen Vertrag beim italienischen Radsportteam Saeco, für das er als bestes Resultat einen zweiten Etappenrang bei Paris–Nizza holte. 2000 wechselte er nach Deutschland zum Team Nürnberger, danach zurück nach Österreich, wo er für ein Jahr bei Elk Haus unter Vertrag stand. Mit dem Team Volksbank feierte er 2004 einen seiner größten Erfolge, als er in Großraming den Staatsmeistertitel vor Christian Pfannberger und Georg Totschnig errang. Im gleichen Jahr wurde Morscher vom Österreichischen Radsport-Verband als einer von vier Fahrern für das Straßenrennen der Straßenweltmeisterschaften in Verona nominiert. Als das Team Volksbank 2006 erstmals den Status als Professional Continental Team erlangte, wurde Morscher Miteigentümer und neben seiner Tätigkeit als Rennfahrer zudem in Management-Aufgaben eingebunden.
Harald Morscher nahm als Fahrer insgesamt 16 Mal an der Österreich-Rundfahrt teil. Nur ein Mal davon erreichte er aufgrund eines krankheitsbedingten Ausfalls das Ziel nicht.

## Sportlicher Leiter
Nach der Saison 2009 beendete Morscher seine aktive Karriere und wechselte als Sportdirektor in das Teammanagement. Per 1. Juli 2010 übernahm Morscher von Thomas Kofler die Stelle des Teammanagers des nunmehrigen Continental Teams Vorarlberg-Corratec, schied jedoch nach der Saison 2011 aus dem Management der Mannschaft aus und wurde zur Saison 2012 von Hans-Michael Holczer als Manager für die Nachwuchsmannschaften des ProTeams Katusha geholt. Bei der Österreich-Rundfahrt 2015 agierte Morscher als Team-Koordinator, verantwortlich für die Kommunikation mit allen teilnehmenden Teams. Zur Saison 2017 wurde er Sportlicher Leiter der neugegründeten Mannschaft Bahrain-Merida.

## Erfolge
| 1993 - zwei Etappen Wien-Gresten-Wien 1994 - Gesamtwertung und eine Etappe Österreich-Rundfahrt 1995 - eine Etappe Wien-Gresten-Wien 1996 - Gesamtwertung Steiermark-Rundfahrt 1997 - Österreichische Meister – Berg - Österreichische Meisterschaft – Straßenrennen 2000 - eine Etappe und Punktewertung Tour de Poitou-Charentes - eine Etappe Hessen-Rundfahrt | 2001 - eine Etappe Österreich-Rundfahrt - eine Etappe Tour de Normandie 2002 - Österreichische Meisterschaft – Straßenrennen 2004 - Österreichische Meister – Straßenrennen 2005 - Österreichische Meister – Berg 2006 - Österreichische Meisterschaft – Straßenrennen |